# ريتشارد مينهينيك
العميد البحري ريتشارد تيمبل مينهينيك (بالإنجليزية: Richard Temple Menhinick)‏ ضابط كبير متقاعد من البحرية الملكية الأسترالية.

## المسيرة العسكرية البحرية
انضم إلى البحرية الملكية الأسترالية في عام 1976 وانتهى من تدريبه في عام 1980 حيث خضع لتدريب كموظف رئيسي للحرب وفي عام 1983 تم نشره على أنه مساعد البحرية إلى حاكم تسمانيا السير جيمس بليمسول. عمل مينهينيك كمسؤول صرف مع البحرية الملكية على متن السفينة كارديف.
خدم مينهينيك كضابط قائد السفينة أنزاك ووارامونغا وعمل كمدير تنفيذي للسفينة هوبارت.
كان يعمل كقائد لكلية القيادة والأركان الأسترالية حتى عام 2012 عندما خلفه العميد بيتر غيتس.